# Proserpio
Proserpio (Presèrp in dialetto brianzolo, AFI: /preˈzɛrp/) è un comune italiano di 958 abitanti della provincia di Como in Lombardia.

## Geografia fisica

### Territorio
Proserpio è un comune della Lombardia in provincia di Como, diocesi di Milano, tra Alta Brianza e Vallassina, fa parte della Comunità Montana del Triangolo Lariano: dista 15 km da Como e da Lecco, 42 km da Milano, 619 da Roma.
A est, a circa 1 km dal centro storico, si trova la frazione Inarca (In Arca). L'altopiano sui 400-500 metri su cui poggia è di formazione morenica, dovuta al passaggio del ghiacciaio di Monza durante la terza glaciazione: ne emergono i rilievi di Gualdrea (586 m.) e di Monte Scioscia (671 m.). Sul territorio si incontrano numerosi "trovanti", o massi erratici, composti di ghiandone e serpentino provenienti dalla Val Masino e dalla Val Malenco.

### Clima
La zona di appartenenza climatica è quella del "Castanetum"; la temperatura media annuale oscilla tra 12°-15°, con punte invernali fino a -15°.

## Origini del nome
La presunta origine del nome Proserpio da un antico culto alla dea Proserpina, priva di riscontro, parrebbe una suggestione di alcuni autori dell'Ottocento come il Mazza e l'Amoretti. Le interpretazioni più recenti propendono per una diversa derivazione: l'Olivieri si orienta per Praedium Servii, come terra appartenente alla famiglia romana dei Servii; nella stessa direzione punta l'ipotesi Pratum Servii; Du Cange interpreta Pro servis, come terreno prediale assegnato alla servitù. Queste ipotesi appaiono le più plausibili, e soprattutto consonanti all'andamento del nome del paese lungo i secoli: nel 1200 G. da Bussero parla di Proxervi; nel 1417 un atto notarile registra Proxerbi; cinquant'anni più tardi si trova Proxerbi, nel 1610 i documenti riportano Pruserpio, Preserpi, Proxerpi.

## Storia

### Dalla preistoria all'età comunale
Gli antichi abitanti di Proserpio, come quelli di tutta l'Italia nord-occidentale, discendono dalla mescolanza di popolazioni celtico-etrusco-liguri avvenuta intorno al V secolo a.C. La colonizzazione romana inizia alla fine del III secolo a.C.: due secoli dopo, Como antica (Comum oppidum) viene distrutta dai bellicosi Reti e pochi anni dopo riedificata dal console Pompeo Strabone con il nome di Novum Comum. La presenza romana sul territorio lariano è attestata da imponenti reperti come le necropoli di Como e Mariano, lapidi con iscrizioni, mura, fortificazioni; il nome antico di Erba è Licinoforum. Plinio il Vecchio e Plinio il Giovane ebbero i natali a Como.
Il più antico reperto storico riguardante Proserpio è una tomba romana scoperta nel 1976 durante i lavori di scavo per la nuova via per Castelmarte: essa «conteneva un vaso in terracotta con resti di cremazione e alcune ossa, un vaso in ceramica e un dente di erpice».
Nel tardo Duecento G. da Bussero menziona Proserpio come sede di una chiesa dedicata ai santi fratelli martiri Faustino e Giovita: ciò testimonia di una Comunità autonoma, organizzata, già separata da una chiesa matrice di Erba o Asso cui era stata affiliata in precedenza.
L'impianto medievale del borgo, ipotizzato nel 1960 dalla storica R. Bossaglia, è stato confermato nel 2002 dal ritrovamento in una casa privata di una pergamena, denominata Chartula di Proserpio, databile alla fine del Duecento.
In epoca medievale Proserpio fu a lungo sotto l'arcivescovado di Milano e successivamente sotto il Capitolo della cattedrale S. Giovanni di Monza; dal "diploma" del Barbarossa del 1162 non risulta tuttavia la sua cessione, insieme a numerosi borghi della zona, all'abate Algiso di San Pietro al Monte di Civate, e pertanto è lecito ipotizzare che sia rimasto sotto la giurisdizione dei Canonici di Monza.

### Dal XIII secolo alla fine del Ducato di Milano
Alla fine del Duecento Proserpio passa alla Signoria dei Visconti, nel 1400 fa parte del Ducato di Milano sotto tutela di alcuni feudatari che nel tempo si avvicendano: Facino Cane, i Dal Verme, i Missaglia.
1346: Proserpio fa parte di un assetto territoriale denominato "Squadra di Canzo" e, secondo gli Statuti delle strade del Contado di Milano, il borgo deve farsi carico della manutenzione di un tratto della "Strada di Ninguarda", l'odierna Vallassina, nella misura di 127 braccia milanesi.
1403: I Visconti infeudano molti territori della Corte di Casale, tra cui Proserpio, all'arcivescovo Pietro de Candia.
1417 e 1460: Due compravendite forniscono preziose notizie sul borgo indicando cognomi, toponimi, terre coltivabili, vigneti, castagneti.
1500: Comincia la dominazione spagnola. Le popolazioni sono sottoposte ad un gravame di tasse insostenibile, l'agricoltura passa nelle mani dei grandi proprietari, il vantaggio della rotazione delle colture è vanificato dal continuo aumento dei prezzi, la vita dei contadini è ridotta a uno sforzo estenuante per poter garantire il pagamento dell'imposta. Nel 1574 Proserpio riceve la visita pastorale del trentaseienne arcivescovo milanese Carlo Borromeo.
1600: È il secolo della crisi, il secolo della miseria. Un calo demografico segue all'impoverimento delle popolazioni, l'alimentazione è scarsa, si diffondono malattie sociali come la pellagra, Proserpio viene infeudato alla famiglia Crivelli di Inverigo (1677). Nel 1615 Federico Borromeo visita la parrocchia. Nel 1630 una delle cicliche epidemie di peste, questa volta portata dai Lanzichenecchi, viene a molestare pesantemente anche il borgo di Proserpio: il curato don Carlo Cancio (Cantjo) redige da maggio a ottobre un vero e proprio diario sull'andamento del morbo, annotando i nomi dei malati, dei morti e dei luoghi di sepoltura.
1700: Inizia la dominazione austriaca. Il quarantennale regno di Maria Teresa (1740-1780) imposta un moderno apparato statale ordinato, burocratico e accentratore: il Catasto teresiano è ancora oggi un valido riferimento di legislazione economica. Nel 1751 anche il Convocato di Proserpio (governo comunale composto da nobili e possidenti, detti Estimati) risponde ai 45 Quesiti teresiani: gli abitanti sono 292, la tassazione è ancora esagerata, il lavoro è scarso e molti abitanti devono recarsi nelle province vicine per procurarsi i mezzi con cui sostentare le famiglie. Nel 1779 scoppia una lite tra il Comune e un ricco proprietario, Leopoldo Staurenghi, per il possesso dell'acqua della Fontana di Rogoré: tre anni più tardi il giudice darà ragione allo Staurenghi, costringendo la popolazione a imbarcarsi in un'impresa lunga e costosa come la costruzione dell'acquedotto di Careggio (Careĉĉ), che convogliava a due fontane poste in due punti del paese l'acqua necessaria all'uso domestico.

### Età contemporanea
1800: Un ufficiale nato ad Ajaccio nel 1769, Napoleone Bonaparte, ha intrapreso con successo la conquista dell'Europa, nel 1806 si autoproclamerà re d'Italia. I Codici Napoleonici codificano Diritto civile e penale, l'Editto di Saint-Cloud del 1804 prescrive la sepoltura dei morti non più nelle adiacenze delle chiese ma a debita distanza dal centro abitato.
Un decreto di riorganizzazione amministrativa del Regno d'Italia napoleonico datato 1807 sancì l'annessione di Proserpio al comune di Canzo. La decisione fu cancellata dalla Restaurazione, che con il Congresso di Vienna del 1815 aveva anche restaurato le antiche monarchie e aveva sancito il ritorno della Lombardia sotto il dominio austriaco nel nuovo Regno Lombardo-Veneto.
A Proserpio nel 1827 viene costruito il nuovo cimitero con il suggestivo viale dei cipressi; dieci anni prima era stata portata a termine la Strada delle Selve (strada per Canzo). Nel 1855 avviene finalmente il collaudo dell'acquedotto e delle due fontane. Nel 1865 prende avvio, in consorzio con Longone, la scuola elementare femminile, che dal 1877 avrà la sede nel nuovo palazzo del Comune.
Nel 1859, dopo la seconda guerra d'indipendenza, quando la Lombardia viene ceduta prima alla Francia e quindi al Piemonte, a Proserpio si riunisce per l'ultima volta il Convocato degli Estimati e nel maggio del 1860 ha luogo la prima riunione del Consiglio comunale sotto il Regno di Sardegna: nello stesso anno almeno due proserpini partecipano alla spedizione dei Mille di Garibaldi. Nel 1870 vengono costruiti due lavatoi annessi alle due fontane dell'acquedotto, nel 1876 il Comune contribuisce con 1500 lire alla costruzione del tratto Milano-Erba delle Ferrovie Nord-Milano, nel 1896 vengono istituite due Fiere del bestiame: questi ultimi anni del secolo vedono una situazione di discreto benessere.
1900: Proserpio ha 514 abitanti, da almeno un secolo sono attive due Filande. Nel 1903 viene istituito l'Asilo infantile, nel 1908 si collauda il nuovo castello di campane, nel 1910 si affronta un mutuo di 800 lire per la costruzione della prima linea elettrica pubblica. Negli anni 1911-12 un prete coadiutore della parrocchia riceve le frequenti visite di un giovane maestro di Milano, tal Benito Mussolini, fresco direttore del giornale socialista Avanti!. Nel 1914-18 anche il nostro paese offre il suo contributo alla Grande Guerra, 14 proserpini non tornano a casa: in loro ricordo vengono messi a dimora 14 tigli sul Sagrato, primo monumento ai caduti. Altri due soldati cadranno nella seconda guerra mondiale. L'11 febbraio 1929, giorno dei Patti Lateranensi, l'asilo infantile viene eretto in ente morale: viene affidato prima alla conduzione delle Suore Canossiane e in seguito delle Preziosine di Monza. La costruzione del nuovo edificio era terminata nel 1927, con il contributo di denaro e di lavoro di tutta la popolazione. Nel 1978 si inaugura la nuova Scuola Elementare "F.lli Rizzi". Negli anni sessanta sull'insegna stradale di Proserpio compare la scritta "Stazione climatica", il paese è meta di turismo estivo, molti milanesi vi costruiscono la seconda casa. Inizia in questi anni un lungo periodo di benessere che non conoscerà flessione fino al primo decennio del XXI secolo: un importante polo artigiano-industriale si attesta nella zona nord-orientale del paese, offrendo lavoro anche agli abitanti dei paesi vicini. 
La pesante crisi economica di inizio XXI secolo non ha risparmiato Proserpio, che ha visto un declino delle attività lavorative e commerciali. Qualche segnale di ripresa si registra all'inizio del 2010.

### Simboli
Lo stemma e il gonfalone sono stati concessi con decreto del presidente della Repubblica del 15 luglio 2011.
(D.P.R. 15.07.2011)
L'orso riprende il soprannome "Ursett" dato agli abitanti di Proserpio mentre le spighe di grano simboleggiano l'attività agricola. I colori verde e azzurro ricordano il Piano d'Erba e i vicini laghi di Alserio e Pusiano.
Il gonfalone è un drappo di giallo.

## Monumenti e luoghi d'interesse

### Architetture religiose

#### Chiesa parrocchiale
Dedicata a San Donnino martire, è menzionata da Goffredo da Bussero alla fine del Duecento (in locho Proxervi… est ecclesia) nel suo "Liber Notitiae Sanctorum Mediolani", quando era dedicata ai santi fratelli martiri Faustino e Giovita. Si ignorano la data e il motivo di questa variazione nell'affidamento protettivo. Il campanile è del 1597, della stessa epoca è la tribuna che ospita un pregevole organo del 1836. Nella cappella a destra è presente un altare dedicato a sant'Antonio di Padova, in quella a sinistra uno dedicato alla Vergine detto altare di Santa Maria. La sacrestia è successiva al 1630. In un disegno antico appare sulla facciata un rosone oggi scomparso. Dal 1964 il patrono san Donnino è effigiato, come ufficiale romano che regge lo scudo del soldato e la palma del martirio, in un mosaico dorato che sovrasta il portone: esso ricopre un precedente dipinto raffigurante il santo a cavallo.

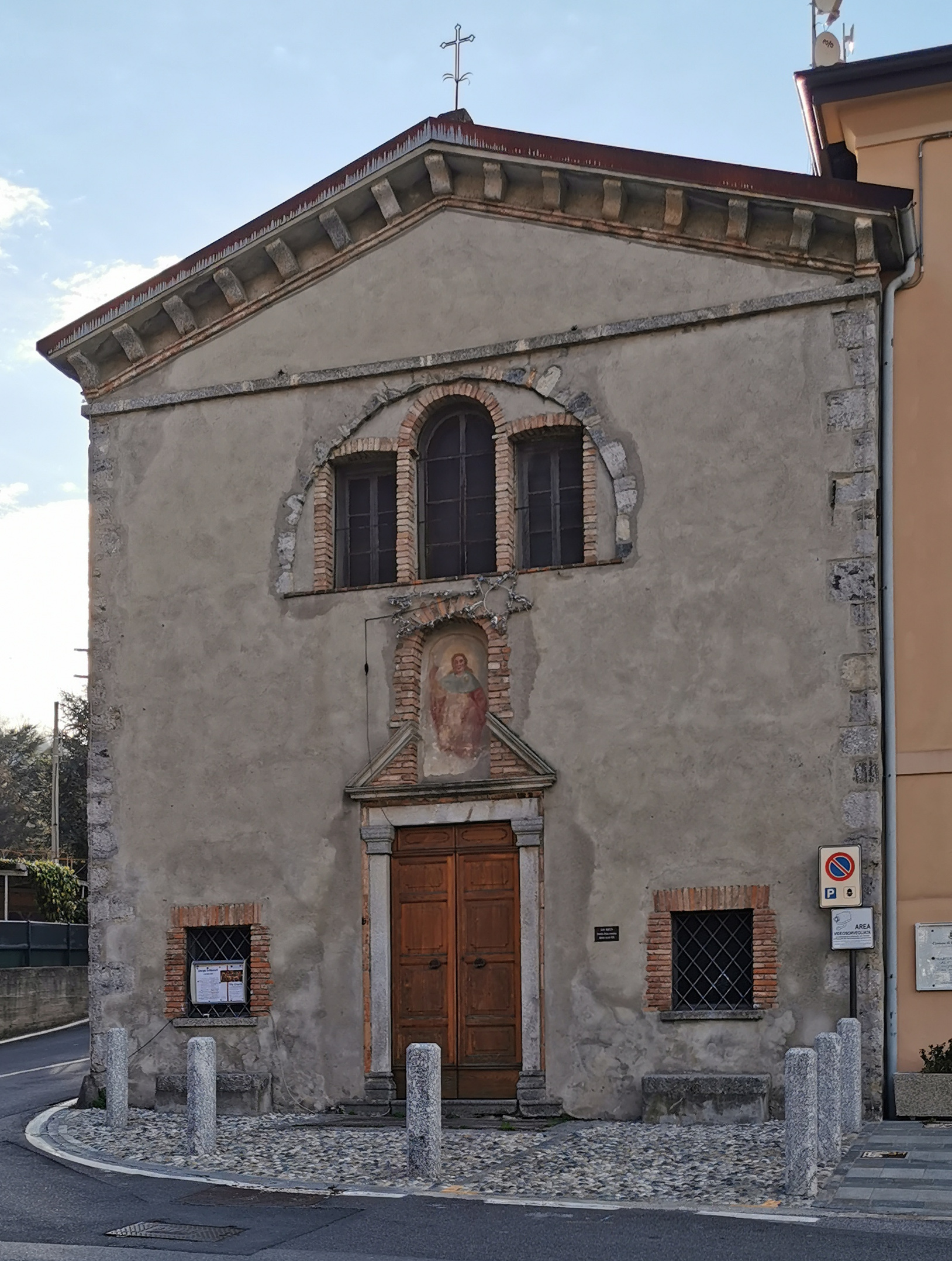
Chiesa di San Rocco

#### Chiesa di San Rocco
La chiesa di San Rocco è un oratorio edificato intorno al 1470-1520, come voto dopo una delle tante epidemie di peste. Alcuni piccoli dipinti sul soffitto evidenziano anche le dedicazioni a san Carlo Borromeo e alla Vergine Assunta. Campanile a vela a sezione triangolare, pavimento in cotto, sull'altare sono presenti alcune teche con reliquie di santi. In questa chiesa fu sepolto nel 1766 uno zio materno del Parini, don Carlo Francesco Caspani.

#### Cappella in Valle
Dedicata alla Madonna di Caravaggio, nella conformazione attuale è del 1895, ma già nel 1831 era segnalata sulle carte da Giovanni Brenna come "la Capelletta". È uno dei simboli di Proserpio.

### Architetture civili

#### Palazzo comunale
Portato a termine nel 1877 con una spesa di 3000 lire, doveva essere l'edificio scolastico destinato ad ospitare gli uffici del Comune "che attualmente trovansi in locali troppo angusti". Nel tempo sarà la Scuola a dover cercare sede altrove, in varie case private, fino al 1978.

#### Asilo infantile
Avviato nel 1904 in abitazione privata, nel 1927 il parroco don Luigi Tresoldi "raccolse il desiderio della popolazione, che concorse con denaro e lavoro a ore" per portare a compimento il nuovo edificio. L'asilo fu eretto in ente morale, qual è tutt'oggi, l'11 febbraio 1929, data dei Patti Lateranensi; fu dedicato ai Caduti delle guerre, con una lapide che ne ricorda ancora i nomi.

#### Oratorio di Proserpio
Nato dall'intraprendenza del parroco don Luigi Spreafico, si chiamò Oratorio Maschile Proserpino (OMP), dal momento che le ragazze del paese nei giorni festivi trovavano accoglienza presso le Suore dell'Asilo per attività formative loro più consone in quei tempi: taglio e cucito, maglia, canto, adunanze. Negli anni sessanta l'oratorio fu anche, tout court, "il Cinema", con proiezione di film in 16 mm, quasi in concomitanza con Castelmarte, paese limitrofo che differiva l'inizio dello spettacolo di circa un'ora perché, servendosi della stessa pellicola, questa veniva trasportata con urgenza in bicicletta alla fine di ogni tempo. Per qualche tempo l'oratorio ospitò una lavorazione metalmeccanica che, quando in seguito trovò altra sede molto più ampia e confacente, continuò l'attività mantenendo curiosamente la stessa sigla, OMP (Officine Meccaniche Proserpio): per alcuni decenni avrebbe dato lavoro a molti operai di Proserpio e dei paesi vicini. Oggi l'attività dei ragazzi dell'Oratorio si svolge in nuovi locali attigui alla chiesa; questa originaria sede, recentemente restaurata, è ancora utilizzata per rappresentazioni dei bambini dell'asilo e delle scuole elementari, per iniziative di beneficenza, per momenti di socializzazione del paese.
L'oratorio è attualmente dedicato ai santi Chiara e Francesco.

#### Scuola elementare
Edificata nel 1978, è dedicata ai fratelli Paolo e Teodoro Rizzi, due caduti della Grande Guerra. Comprende 6 aule e una grande palestra; un ampio locale inferiore è sede della Pro-Loco e del Gruppo "Amici del Lunedì"; un locale superiore, denominato "Sala Guido Gerosa", è sede della Biblioteca Comunale e viene adibito allo svolgimento di riunioni e delle sedute del consiglio comunale. La scuola elementare nel dopoguerra era così organizzata: prima e seconda classe a Proserpio, terza e quarta a Castelmarte, quinta classe a Erba. Normalmente i trasferimenti degli alunni si compivano a piedi.

#### Villa Staurenghi
La prima proprietà fu nel XV-XVI secolo di una nobile famiglia di Erba, nella parte in cui ancora oggi l'ingresso in profilo granitico mostra l'antico stemma dei Parravicini ("Par-avis-cignus"), posta all'inizio dell'odierna via Puecher. Verso il 1570 la proprietà passò agli Staurenghi, che edificarono la nuova villa attigua, un edificio solido ed essenziale alleggerito da un portico colonnato; due cariatidi entro una veranda riconducono al periodo spagnolo. Questa villa fu l'abitazione di quel Leopoldo Staurenghi che nel 1779 fu protagonista della "Lite per l'acqua di Rogoré" (cfr. Storia); nel parco è ancora presente una enorme vasca che egli aveva fatto costruire, profonda 5 metri e capace di circa trecento metri cubi di acqua proveniente dalla fontana superiore (fontana di Rogoré o fontana in Alto): proprio la costruzione di questo manufatto fu uno dei motivi che determinarono il giudice a dar ragione al nobile possidente, costringendo il paese ad impegnarsi nella costruzione dell'acquedotto di Careggio.

#### Villa Baroggi Meraviglia Mantegazza
Villa Meraviglia Mantegazza fu costruita alla fine del Settecento, nello stile neoclassico delle ville ottocentesche del lago di Como. A poca distanza si erge la "Torre ferdinandea", fatta edificare dal proprietario Stefano Staurengo nel 1838 in onore dell'imperatore d'Austria Ferdinando I, con lo scopo principale di issarvi una bandiera che segnalasse la presenza dei nobili in villa. All'inizio dell'Ottocento, in una cappella posta a piano terra e oggi sconsacrata, due religiosi di famiglia (don Stefano e don Paolo Staurengo) celebravano la messa, alla quale i proprietari assistevano dal piano superiore mediante una grata. L'ultimo permesso a officiare fu di papa Paolo VI. Notevole è la "Sala Appiani", con dipinti del celebre artista che fu pittore ufficiale delle gesta napoleoniche. Dal 1815 al 1828 la villa ospitò a lungo il poeta Vincenzo Monti, che dedicò la prima edizione della traduzione dell'Iliade al nobile Carlo Giuseppe Londonio, appartenente alla famiglia. Anche Ugo Foscolo visitò in più occasioni la villa. Al casato Mantegazza, antico di circa mille anni e con una storia che fa parte della storia di Milano, appartiene il motto nobiliare "Nul bien sans peine". I Baroggi furono signori di Proserpio dalla fine del Settecento fino alla prima metà del Novecento: prima di loro erano stati presenti gli Staurenghi e i Parravicini.
Nel giardino della villa si trovano i resti di un edificio medievale.

### Luoghi della memoria

#### Sagrato
Sagrato è il cimitero antico: tradizionale luogo di sepoltura fino all'epoca napoleonica. Durante le epidemie di peste, i siti di tumulazione erano stati numerosi intorno all'abitato: il Roncaccio, Terra Negra, nei campi sotto la chiesa e altri. Il Sagrato fu il primo monumento ai caduti nel 1923, quando vi furono posti a dimora 14 tigli a ricordo dei 14 caduti proserpini della prima guerra mondiale.

#### Cimitero nuovo
Costruito nel 1827, secondo le disposizioni napoleoniche che imponevano cimiteri a debita distanza dal centro abitato, con il caratteristico viale di cipressi di ispirazione foscoliana, è visibile da tutta la Piana d'Erba.

#### Monumento ai Caduti delle Guerre
È il terzo monumento dedicato da Proserpio ai suoi figli caduti in guerra. Eretto negli anni novanta dall'amministrazione comunale entro un piccolo parco-giochi che accoglie anche un anfiteatro adatto a rappresentazioni estive, confina con la scuola elementare.

#### Crocione al Roncaccio
È simbolo di tutti i luoghi che a Proserpio, nei secoli, furono deputati alla sepoltura dei morti di peste. Frequentato dal viandante che sosta per deporvi un fiore di campo e un'orazione, nel maggio 2009 la Pro-Loco ha provveduto ad una bonifica del sito e alla posa di una nuova croce, con una piccola lapide che elenca i nomi dei morti di morbo pestilenziale, tratti dal noto "diario" redatto nel 1630 dal curato don Carlo Cancio.

### Affreschi
Camminando lungo le antiche vie di Proserpio si incontrano "pitture ormai scolorite, su muri altrettanto logori o sotto i portici dei cortili. Anche se non sono da considerarsi opere d'arte, non ne sono lontane…"
- Madonna seduta con Bambino (via IV Novembre): ai lati della Vergine, che si trova davanti a un drappo rosso, sono due personaggi di antitetica funzione protettiva: sant'Uberto e san Francesco. In ginocchio a sinistra una figura femminile (forse la nobile committente), riccamente adornata e in composto atteggiamento di supplica; completano la scena un cervo e una volpe.
- Crocifissione (via Puecher, davanti a via Cadorna): affresco deteriorato, con segni di affresco precedente: si intravede la scena del Golgota, ai piedi della Croce la Vergine e una coppia, forse i padroni di casa.
- Santi Stefano e Paolo (sull'omonima via): Stefano regge la palma del martirio, Paolo la spada e il libro delle Lettere. Poiché si tratta di un muro di casa appartenente un tempo alla villa Baroggi, è verosimile ritenere che le figure siano state dipinte per celebrare i santi patroni di due religiosi che nell'Ottocento officiavano nella cappella della villa, don Stefano e don Paolo Staurengo.
- Madonna con Bambino (via Puecher, corte di Fiorina): ai piedi della Vergine si trova un altro pargolo con le braccia tese verso l'alto, forse è san Giovannino cugino di Gesù. Pur di difficile lettura a causa del degrado, questo affresco parrebbe tra tutti quello che presenta la miglior fattura.
- Madonna (via Diaz, antica via per Castelmarte, via della Madonnina): rimane un capo coperto da velo, un volto fine e delicato. Sopra un triplo profilo di intonaco a sbalzo è collocata una croce, probabilmente una stazione di "Via Crucis" che si svolgeva in passato.
- Altri dipinti: Madonna di Caravaggio nella cappella della Madonna in Valle; edicola votiva della Vergine tra via Puecher e via Santi Stefano e Paolo; edicola votiva all'ingresso di via per la chiesa; Madonna della pace sull'antica via per Castelmarte.

## Società

### Evoluzione demografica

#### Demografia pre-unitaria
- 292 nel 1751
- 387 nel 1799
- 355 nel 1805
- annessione a Canzo nel 1809
- 494 nel 1853

fonte: lombardiabeniculturali

#### Demografia post-unitaria
Abitanti censiti

### Tradizioni e folclore
- San Donnino martire, patrono di Proserpio: sul calendario ricorre il 9 ottobre ma si celebra nella prima domenica dello stesso mese. La venerazione parte da Borgo San Donnino (odierna Fidenza), nei cui pressi il santo subì il martirio per decapitazione; oltre Fidenza, si conoscono un centinaio di luoghi di culto a lui dedicati tra Italia e Francia. Ogni anno a Proserpio, durante la messa patronale, il celebrante usa bruciare un globo avvolto da bambagia, in un gesto simbolico che prende il nome di pharus ("faro", "luce"), diffuso soprattutto in Italia settentrionale. Diverse sono le interpretazioni, che variano da luogo a luogo: forse il significato più attendibile è quello di "martirio-che-diventa-luce".
- Patrocinio della Beata Vergine: festa che si celebra a metà luglio. Durante la processione quattro fedeli reggono un prezioso stendardo di fine Ottocento, di peso e dimensioni notevoli, raffigurante un ostensorio sotto cui sono inginocchiati san Donnino e san Rocco. Un altro stendardo raffigura la Vergine coronata di stelle. Questa festa di luglio è la più solenne del paese, e discende dall'antico "legato" noto come "Beneficio della Concezione".
- San Rocco, 16 agosto: venerato nella chiesetta omonima, in cui condivide la titolarità con san Carlo Borromeo e la Vergine Assunta. La chiesa-oratorio venne eretta nel XV secolo, in voto contro le epidemie di peste.
- Pasqua: subito dopo la messa grande, i bambini del paese si ritrovano sul Sagrato per la benedizione delle uova, finemente decorate durante la Settimana Santa. Sempre in questo giorno, fino a pochi anni fa, veniva impartita la benedizione anche alle auto e alle moto.
- Prima domenica di maggio: è antica usanza la celebrazione di una messa nella frazione di Inarca a ricordo dei morti di peste.
- Festa dei Santi, primo novembre. Dopo l'ufficio pomeridiano celebrato in chiesa, sul Sagrato si svolge l'asta dei morti: un esperto banditore propone all'incanto oggetti, prodotti della terra o piccoli animali donati nei giorni precedenti dagli abitanti del paese: il ricavato viene devoluto per il suffragio dei defunti.
- "Camminata della Speranza": marcia non competitiva in memoria di Alessandro Ostini, giovane di Proserpio morto prematuramente. L'organizzazione prevede la raccolta di fondi destinati ogni anno a un ente impegnato nella lotta contro la leucemia.
- "Premio Antonio Cervieri", alla memoria: ogni anno viene devoluta una somma, da ripartire tra gli alunni che terminano la scuola elementare, come contributo alle maggiori spese della scuola media.
- "Premio Guglielmo Scalise", alla memoria: ogni anno viene attribuita una borsa di studio agli studenti che abbiano riportato la migliore votazione nel diploma o nella laurea, o che abbiano condotto una ricerca originale riguardante Proserpio.
- Si avviano ormai a diventare tradizione alcuni altri momenti ludico-ricreativi organizzati dalla Pro-Loco in collaborazione con il comune e con la parrocchia: lancio dei palloncini l'8 dicembre; concerto di Natale in parrocchia; consegna dei doni di Babbo Natale per gli anziani e per i più piccoli; rogo della Giubiana a fine inverno; sfilata di Carnevale; rappresentazioni di fine anno dei bambini della scuola dell'infanzia e della scuola elementare; vendita di fiori nella ricorrenza dei Morti e in primavera, mercatino di oggettistica almeno due volte l'anno, a scopo di beneficenza.

## Curiosità

### Il castello
Nella storia di Proserpio c'è anche un castello. Situato nel luogo dove nel 1827 fu costruito il cimitero e il viale che ad esso conduce, si trova citato più e più volte nei documenti antichi ma oggi ne resta solo il nome, sparito nel nulla come Atlantide. Nessuno dal passato ha inviato una qualsiasi descrizione, il nome del feudatario, il motivo della sua esistenza, l'importanza architettonica. Nulla: solo un nome vuoto.

### Appellativo degli abitanti
Gli abitanti di Proserpio, come quelli di molti borghi e città, hanno un soprannome, anzi due: essi sono chiamati "Ursett" e "Lüsertatt". L'origine è sconosciuta: il riferimento agli orsi potrebbe riguardare la parte nord-orientale del borgo più vicina alle antiche selve, sulla strada verso Canzo; il richiamo alla lucertola potrebbe riferirsi ai proserpini del versante occidentale, meno ricco di vegetazione e più esposto al sole.

### Corsa notturna Milano-Proserpio
Nata nel 1971 dalla fantasia di Renato Cèpparo (imprenditore milanese, esploratore in Antartide), la corsa aveva un percorso lungo esattamente quanto i 42 chilometri della maratona olimpica. Conobbe poche edizioni perché le difficoltà organizzative si rivelarono troppo onerose, ma la Milano-Proserpio può essere considerata a diritto la madre di tutte le marce non-competitive nate in seguito in Italia. Il traguardo era a Proserpio perché già allora il Cèpparo vi possedeva una villa: qualche anno più tardi avrebbe ideato la notissima "Stramilano", cui fece seguire anche le prime riviste specializzate nel settore della marcia professionistica e amatoriale. L'uomo si legò per sempre al paese, fino alla morte avvenuta nel 2007.